# Assedio di Odawara (1590)
Il terzo assedio di Odawara (小田原征伐?, Odawara seibatsu), avvenuto nella primavera-estate del 1590, fu la principale battaglia di Toyotomi Hideyoshi durante la campagna per assoggettare il clan Hōjō, l'unico potente clan del periodo Sengoku che ancora non si era sottomesso al tentativo di riunificare il Giappone sotto il suo comando.

## Antefatti
Dopo aver assoggettato il clan Shimazu nel 1587, l'unico clan che ancora godeva di una certa indipendenza e potenza era il clan Hōjō della provincia di Sagami. A quel tempo il daimyō degli Hōjō era Hōjō Ujinao, anche se le decisioni importanti venivano ancora prese dal padre Hōjō Ujimasa. La rottura con Hideyoshi avvenne circa nel 1588 quando questi aveva inviato un messaggero a Odawara con la richiesta di sottomissione. Tokugawa Ieyasu, alleato degli Hōjō fece pressioni sul suo vecchio amico Hōjō Ujinori affinché accettassero. Ma gli Hōjō rifiutarono, ed anche dopo la visita di Ujinori a Kyoto per incontrare Hideyoshi le posizioni non cambiarono, nonostante quest'ultimo decidesse a favore degli Hōjō una disputa con il clan Sanada sul castello di Numata.
Tuttavia in novembre sembra che le forze Hōjō guidate dal servitore Inomata Kuninori, partirono dal castello di Numata, assediarono e conquistarono il castello di Nagurumi, sotto il controllo del clan Sanada, ed uccisero il comandante.
Toyotomi Hideyoshi aveva imposto da tempo una regola che proibiva ai daimyō di impegnarsi in battaglia per questioni private. Hideyoshi, dichiarando che le azioni del Hōjō erano imperdonabili, dichiarò guerra, e l'anno successivo invase il Kantō con un enorme esercito, guidato da Tokugawa Ieyasu. Importante sottolineare che Hideyoshi era pronto da tempo. Aveva già ordinato alle famiglie dei suoi vassalli di riunirsi a Kyoto come ostaggi per prevenire tradimenti.
Gli Hōjō, sapendo che non avrebbero potuto scontrarsi in campo aperto, si ritirarono con le loro truppe nella loro roccaforte di Odawara nella speranza di ripetere le vittorie avvenute negli assedi precedenti del 1561 (ad opera del clan Uesugi) e del 1569 (clan Takeda).

## L'assedio
In realtà, Odawara non fu mai attaccata frontalmente, poiché Hideyoshi si rese conto che, per giungere al successo che nemmeno il grande Takeda Shingen aveva ottenuto, il mezzo era uno solo: doveva porre la capitale Hōjō sotto un assedio ininterrotto. D'altronde, contrariamente agli assedi precedenti, per la prima volta un assediante disponeva di tutto il tempo che desiderava non avendo alcun rivale che potesse prenderlo alle spalle.
L'imponente armata circondò il castello in quello che è stato definito 'le linee d'assedio meno convenzionali della storia del samurai'. L’accampamento degli assedianti si trasformò in un vero e proprio villaggio. I samurai venivano intrattenuti in qualsiasi modo tramite concubine, prostitute, musicisti, acrobati, mangiatori di fuoco, giocolieri ed altri. Hideyoshi sapeva che uno scontro frontale sarebbe divenuta una carneficina per entrambi gli eserciti; pertanto, invece di attaccare, cercò di piegare il castello per scarsità di approvvigionamenti.
Dopo tre mesi d’assedio, la fiducia del clan Hōjō iniziò a vacillare. La situazione di stallo era insuperabile e cominciarono i primi complotti di tradimento. Il castello si arrese dopo una lunga trattativa. Fu Hōjō Ujinao che andò a trattare la resa del castello.
Gli Hōjō offrirono il seppuku di Ujinao e del padre e la consegna del castello. Dopo la consultazione con Hideyoshi l’accordo richiese il suicidio solo di Ujimasa e di due consiglieri più anziani, mentre Ujinao sarebbe stato perdonato. Il giorno successivo fu raccomandato a Ujimasa e a suo fratello Hōjō Ujiteru di commettere il seppuku secondo i patti. I due si lavarono, si vestirono per la cerimonia e composero i loro versi d’addio. Poi, come tradizione, si trafissero ed estrassero dai loro corpi il pugnale. Ujinori, come assistente, dovette mozzare le loro teste con un colpo. Stava per volgere la spada contro se stesso, quando Ii Naomasa gli bloccò la mano e lo impedì.
Oltre a conquistare il castello di Odawara, Hideyoshi sconfisse gli Hōjō nei loro avamposti a Hachiōji, Yorii, e Shizuoka all'interno e nei pressi della parte sud-occidentale della regione del Kantō. Il clan Chiba, alleati della Hōjō a Shimōsa, persero il castello di Sakura contro Honda Tadakatsu e Sakai Ietsugu dell'esercito Tokugawa durante la campagna. Chiba Shigetane, daimyō dei Chiba, si arrese con il castello alle forze assedianti a condizione che il suo clan non sarebbe stato eliminato. I Chiba di conseguenza vennero spogliati di tutti i loro possedimenti, mentre molti dei loro membri anziani furono presi sotto servizio da Ii Naomasa, grazie agli aiuti che aveva ricevuto molti anni prima dal clan durante l'occupazione del castello Tsutsujigasaki di Takeda Katsuyori.
L'unico castello che non capitolò e che si arrese dopo aver saputo della consegna di Odawara fu quello di Oshi che resistette all'assedio di Ishida Mitsunari.

## Conseguenze
La caduta del clan Hōjō fu totale. A Tokugawa Ieyasu furono assegnati tutti i territori del clan e la maggior parte dei vecchi clan e samurai fedeli agli Hōjō divennero servitori dei Tokugawa.
Il padre e lo zio commisero seppuku mentre Ujinao fu risparmiato probabilmente per il legame con i Tokugawa. Fu comunque esiliato assieme alla moglie sul monte Kōya. Ujinao poi fu spostato a Kawachi assieme allo zio Hōjō Ujinori, dove si crede morì poco dopo di vaiolo.